# 東亜通商
東亜通商株式会社（とうあつうしょう、英: TOA TSUSHO COMPANY LIMITED）は、日本の商社である。

## 概要
主に輸出入事業を行っている貿易商社である。上海、大阪（八尾市）に工場を持ち、OEMだけでなく、自社製品の企画、製造も行っており、メーカーとしての機能も持っている。
冷蔵・冷凍ショーケースの開口部をカバーする「ナイトカバー」の製造・販売において、フィルムに穴を開ける高いパンチング技術を活かすことで、高い市場占有率を誇っている。
1996年に上海に子会社を設立し、早い時期から中国に進出したことにより、中国からの輸入貿易に強みを持っている。

## 取扱製品
- 照明器具・LED関連
- ディスプレイ・什器
- 自動車部品
- ナイトカバー
- キャスターゲート
- 住宅部品
- マグネシウム加工品
- 安全保安用品（矢印板など）
- 立体駐車場
- サイクルラック
- 冷棚
- ねじ・ボルト類
- ミスト扇風機（自社製造）　など

## 沿革
- 1994年（平成6年） - 金属加工品、木材等輸入卸売を目的として、東亜通商株式会社を設立
- 1996年（平成8年） - 上海泰進国際貿易有限公司を設立
- 2003年（平成15年） - 上海泰進明智機械電子有限公司（金属加工工場）を設立
- 2004年（平成16年） - 上海凱励克泰進精密零件有限公司（自動車部品製造）を設立
- 2012年（平成24年） - 大阪工場開設

## 事業所
- 本社 - 大阪府大阪市北区
- 豊中営業所 - 大阪府豊中市岡町南
- 大阪工場 - 大阪府八尾市太田新町
- 物流センター - 大阪府東大阪市島之内

## 主要取引先
- 福島工業
- 日本発条
- 新明和工業
- トラスコ中山